# رزين
الرزين (باللاتينية: Elytrigia) (وأحياناً يسمى خطأ بالعكرش) جنس نباتي يتبع الفصيلة النجيلية ويضم أنواعاً كثيرة. يوجد خلط وتداخل بين هذا الجنس وجنسي القزوف (باللاتينية: Agropyron) وشعير الرمال (باللاتينية: Elymus).

## من أنواعهالواطنةفيالوطن العربي
- الرزين الأسلي (باللاتينية: Elytrigia juncea) في بلاد الشام ومصر والمغرب العربي والقوقاز وبعض مناطق أوروبا
- الرزين الزاحف (باللاتينية: Elytrigia repens) في بلاد الشام والمغرب العربي وكل مناطق أوروبا تقريبا
- الرزين المتطاول (باللاتينية: Elytrigia elongata) في بلاد الشام ومصر والمغرب العربي والقوقاز وبعض مناطق أوروبا، ويتبعه:

- الرزين المتطاول نويع الحيفاوي (باللاتينية: Elytrigia elongata (Host) Nevski subsp. haifensis) في بلاد الشام ومصر وقبرص
- الرزين المتطاول نويع المتطاول (باللاتينية: Elytrigia elongata (Host) Nevski subsp. elongata) في بلاد الشام والمغرب العربي والقوقاز وبعض مناطق أوروبا

- الرزين الوسيط (باللاتينية: Elytrigia intermedia)

## أنواع نقلت إلى جنس شعير الرمال
- شعير الرمال الطوروسي (سابقا الرزين الطوروسي) (باللاتينية: Elymus tauri) في بلاد الشام وتركيا وجنوب القوقاز
- شعير الرمال اللبناني (سابقا الرزين اللبناني) (باللاتينية: Elymus libanoticus) في بلاد الشام وتركيا

## أنواع نقلت إلى جنس القزوف
- الرزين العرفي (باللاتينية: Agropyron cristatum) في بلاد الشام وتركيا والقوقاز

## أسماء محلية
- يسمى الرزين في الجزائر النجيل، أفار، حفار، النجم، أوكراز.